# Aria Air
Aria Air (перс. هواپیمایی آریا‎, Aria Airlines, Aria Tour) — иранская авиакомпания, базирующаяся в Тегеране, в Международном аэропорту Мехрабад. Aria Air выполняет регулярные и чартерные международные и внутренние пассажирские авиаперевозки. Авиакомпания была образована в 2000 году как Aria Air Tour.

## Флот
Первоначально авиакомпания имела в своём парке самолёты Як-40, впоследствии переданные Tajik Air. На время повышенного спроса на пассажирские авиаперевозки Aria Air брала в аренду самолёты Ту-154 у KrasAir, Когалымавиа, Башкирских авиалиний и других авиакомпаний.
В 2004 году авиакомпания приобрела два самолёта Fokker 50 (регистрационные номера — EP-EAH, EP-EAF), эксплуатировавшиеся с 1991 года, у Lufthansa Cityline.
На июль 2009 года воздушный парк авиакомпании насчитывал 4 самолёта:
- 2 Fokker 50: EP-EAF, EP-EAH
- 2 Ил-62: UP-I6204 и UP-I6205 — взяты в лизинг у Sayat Air.

За свою историю Aria Air выполняла рейсы в Тегеран, Мешхед, Шираз, Бушер, Бендер-Аббас, Киш, Шарджу, Ахваз , Керманшах, Дамаск,Тебриз Исфахан и Дубай.

## Происшествия
- 13 ноября 2000 года был захвачен самолёт Як-40 (EP-EAM), принадлежащий Aria Air, и совершающий рейс (номер рейса — 1492) по маршруту Ахваз — Бендер-Аббас. В самолёте находилось 39 пассажиров и 7 членов экипажа.[6] В результате угона самолёта, были ранены трое членов экипажа.[7]
- 24 июля 2009 года, рейс 1525 между Тегераном и городом Мешхед, выполняемый Aria Air на самолёте Ил-62 (регистрационный номер UP-I6208), совершил аварийную посадку в аэропорту города Мешхед, в результате которой он выехал за пределы взлетно-посадочной полосы и врезался в стену. В происшествии погибло 17 человек, 30 пассажиров получили ранения различной степени тяжести.[8][9] Также среди погибших был капитан Мехди Дадпей (Mehdi Dadpei) — директор авиакомпании Aria Air.[10]